# Marie Catherine Baudreau
Marie Catherine Baudreau, född okänt år, död 1747, var en fransk affärsidkare. 
Hon emigrerade med sin familj till den franska kolonin Louisiana vid kolonins grundande. Hon gifte sig med en fransman och levde med honom i Illinois, där hon avled 1736, varpå hon gifte om sig med ännu en fransman vid namn Gervais, som även han avled 1740. 
Året därpå återvände hon med sina barn till New Orleans, där hon öppnade en butik och etablerade en omfattande affärsverksamhet. Hon drev en plantage utanför staden, och sålde också varor åt ett flertal privata investerare bland stadens överklass genom sin affär. Båda verksamheterna sköttes med slavarbetskraft. Även hennes dotter Marie-Louise engagerade sig i verksamheten och blev även hon en betydande affärsidkare. 
Marie Catherine Baudreaus verksamhet var betydande i staden: vid hennes död 1747 stämdes hennes dödsbo av hennes affärspartners, som uppgick till 25 stycken av stadens mest inflytelserika innevånare, en rättsprocess som på sin tid var uppmärksammad och drog ut på tiden.